# Chamanisme aux Philippines

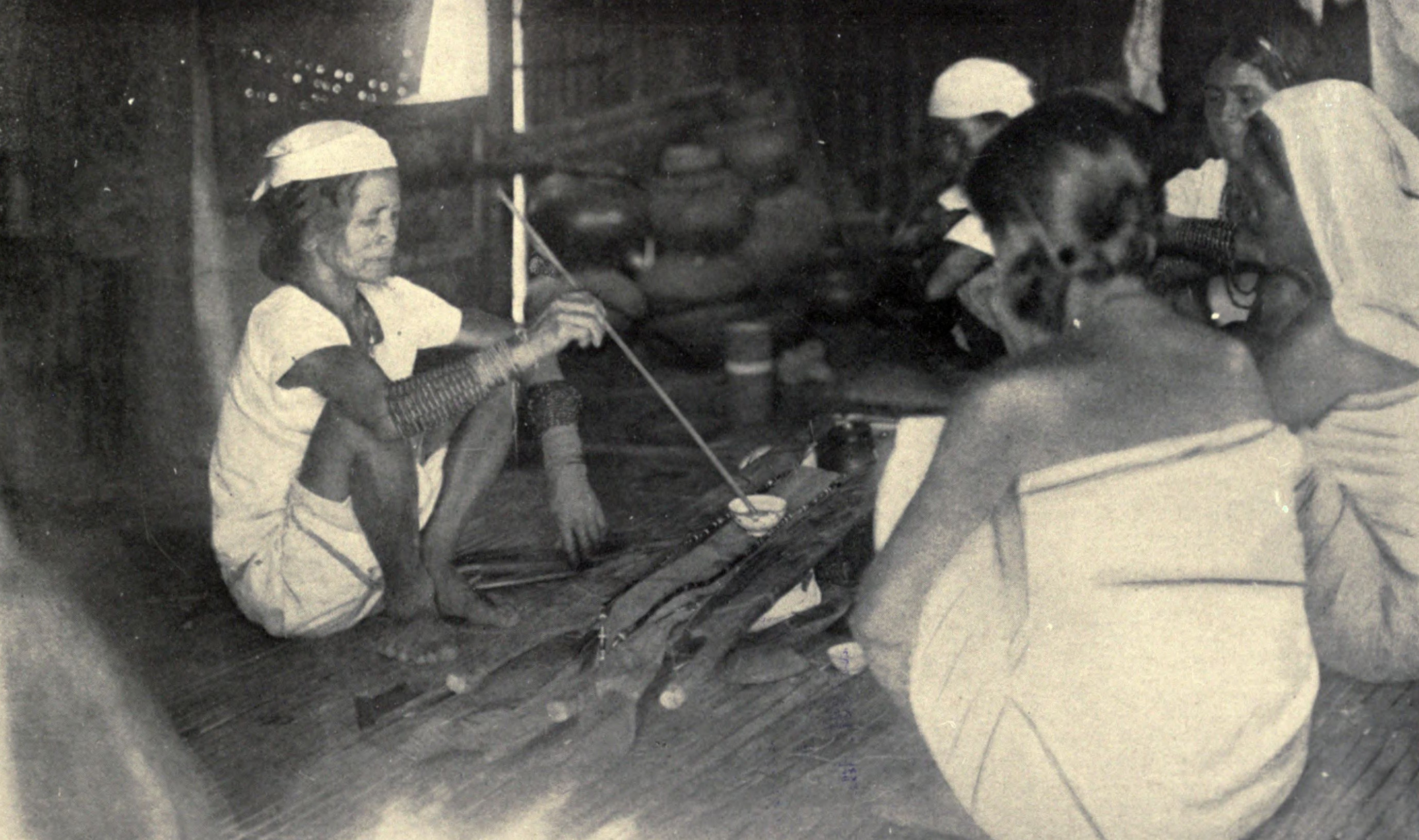
1922 : un chaman du peuple des Itnegs proposant un bouclier de guerrier (kalasag) en guise d'offrande à l'esprit (anito)

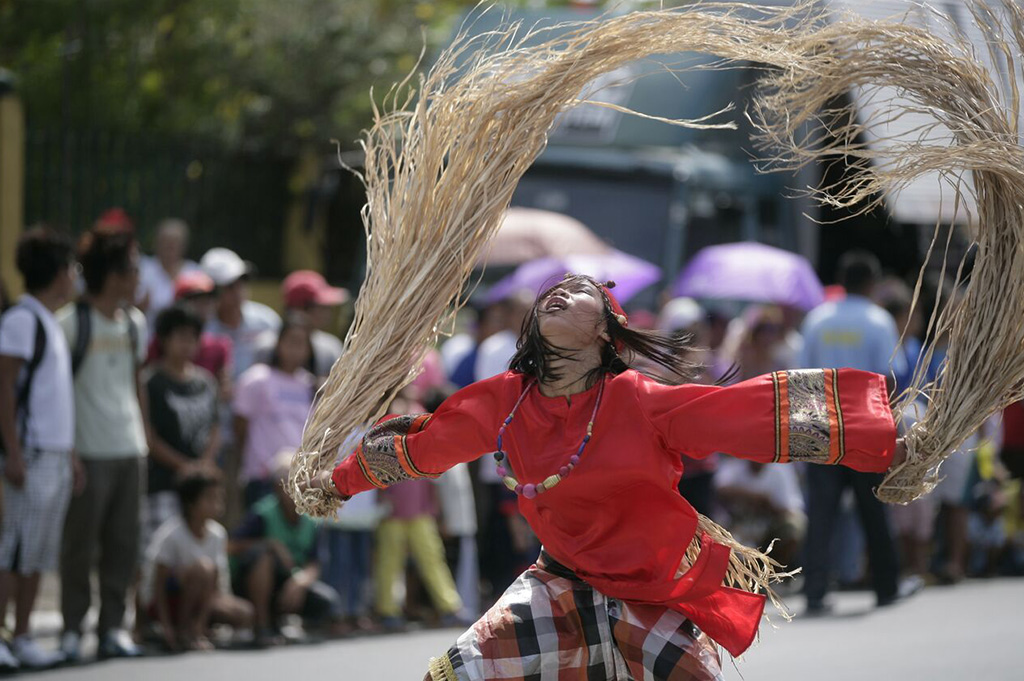
Danseur incarnant la figure d'un chaman lors d'un festival babaylan de Bago, Negros Occidental

Le chamanisme aux Philippines, également connu sous divers noms locaux tels que maganito et anitera, est pratiqué par des babaylan (aussi appelés entre autres balian ou katalonan), soit des chamans des différents groupes ethniques présents dans les îles philippines précoloniales. Ces chamans se sont spécialisés dans la communication, l'apaisement ou l'exploitation des esprits des morts et des esprits de la nature. Ce rôle spirituel est dévolu presque toujours à des femmes ou quelques hommes, féminisés (asog ou bayok). Les croyances traditionnelles philippines pense que les chamans font appel à des guides spirituels, par lesquels ils pouvaient contacter et interagir avec les esprits et les divinités (anito ou diwata) et le monde des esprits. Leur rôle principal était de servir de médium lors des rituels de pag-anito. Il y avait aussi diverses sous-catégories de babaylan plus spécialisées dans la guérison, l'herboristerie, la divination et la sorcellerie.

## Terminologie

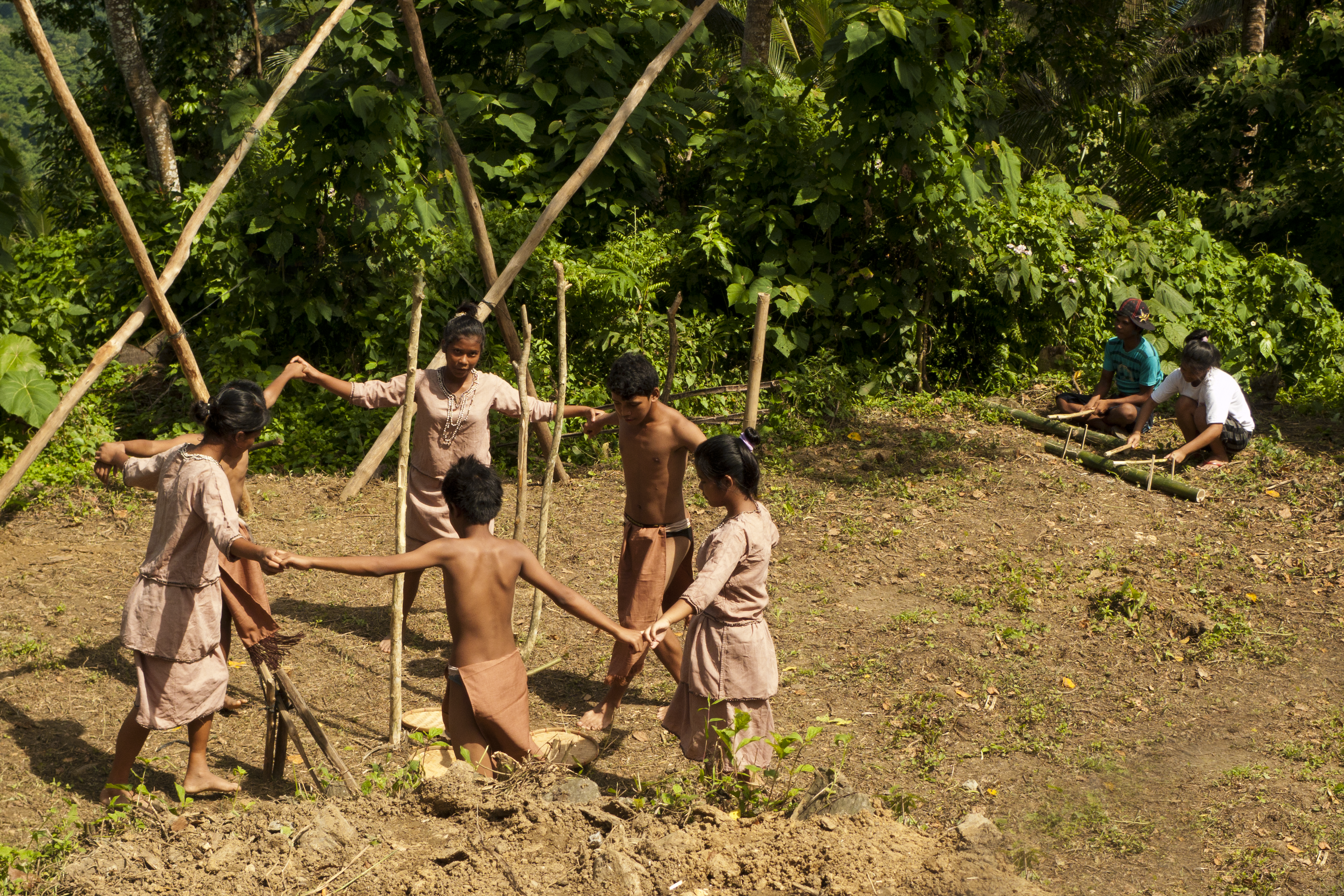
Rituel des Iraya Mangyan afin de préparer la terre pour le kaingin (agriculture itinérante)

### Origines et significations
Les termes autochtones les plus courants pour les chamans parmi les groupes austronésiens d'Asie du Sud-Est sont balian, baylan ou apparentés et leurs variantes orthographiques,. Ils sont tous issus du proto-malayo-polynésien occidental *balian, signifiant « chaman » (et probablement à l'origine féminin, travesti, ou hermaphrodite) ou « médium ».

### Cognats extérieurs aux Philippines
En dehors des Philippines, divers mots apparentés (cognats) dans d'autres langues austronésiennes comprennent les termes babalian, bobolian, et bobohizan (en kadazan-dusun) ; wadian (en ma'anyan); belian (en iban); belian (en malais) ; walen ou walyan (en vieux javanais) ; balian (en balinais); bolian (en mongondow) ; balia (en uma) ; wulia ou balia (en bare'e); balia  (en wolio) ; balian (en ngaju) ; et balieng (en makassar).
Cependant, les termes dérivés de *balian ont largement disparu du vocabulaire des Philippins des basses terres après la christianisation sous le giron espagnol. Certaines exceptions dont le bicol où le terme a persisté et acquis le suffixe féminin espagnol -a comme balyana. Il survit également chez certains Philippins musulmans comme à Maranao  avec walian, bien que le sens ait changé après l'introduction de l'islam aux Philippines.

### L'étymon*balicontesté
Le linguiste Otto Dempwolff a également émis l'hypothèse que *balian pourrait finalement dériver du proto-austronésien *bali (« escorter », « accompagner ») avec le suffixe *-an, au sens de « celui qui accompagne une âme vers l'autre monde (un psychopompe) ». Cependant, les linguistes Robert Blust et Stephen Trussel ont noté qu'il n'y a aucune preuve que *balian soit une forme suffixée, et pensent donc que l'interprétation de Dempwolff est incorrecte.

### L'étymonanito
Les termes plus généraux utilisés par les sources espagnoles pour les chamans autochtones sur l'ensemble de l'archipel puisent dans le tagalog et le visayan l'étymon anito (« esprit »), ceux-ci incluent des termes comme maganito et anitera,,. Cependant, la tradition des divers groupes ethniques avance des noms différents pour les chamans, y compris les chamans avec des rôles spécialisés,,.

### L'étymontalon
Selon Jaime Veneracion, Katalonan comprend la racine talon qui, en ancien tagalog, signifiait « forêt » (cf. les langues hiligaïnon, masbateño, abaknon, capiznon, palawano, buhid et agutaïnen où talon, signifie « forêt » ou « talus »). D'autres érudits pensaient que l'origine du mot katalon tirait sa racine de talo qui, selon eux, est un mot tagalog signifiant à l'origine « converser », ainsi le mot katalon signifie littéralement « quelqu'un qui converse ou communique avec les esprits (anito) ». Selon Blumentritt, un vieux mot tagalog tarotaro est un terme décrivant les katalonas lorsqu'ils sont possédés par les esprits (anito). Dans certaines langues malayo-polynésiennes comme le tahitien tarotaro signifie « prier », tandis que chez les Rapa Nui, cela signifie « malédiction ou mauvais sort ». En samoan, talo ou talotalo signifie « prière » ou « prier ».[réf. nécessaire]. Le linguiste Malcolm Mintz, cependant, offre une étymologie différente. Il détermine que la racine du mot tagalog est tulong qui signifie « aider ». Certains écrivains tels que William Henry Scott et Luciano P. R. Santiago ont favorisé la suggestion de Mintz et ont utilisé le terme catolonan (qui est en fait du pampangue pour désigner les prêtres et les prêtresses des Tagalogs au lieu de katalona ou katalonan.

## Rites initiatiques

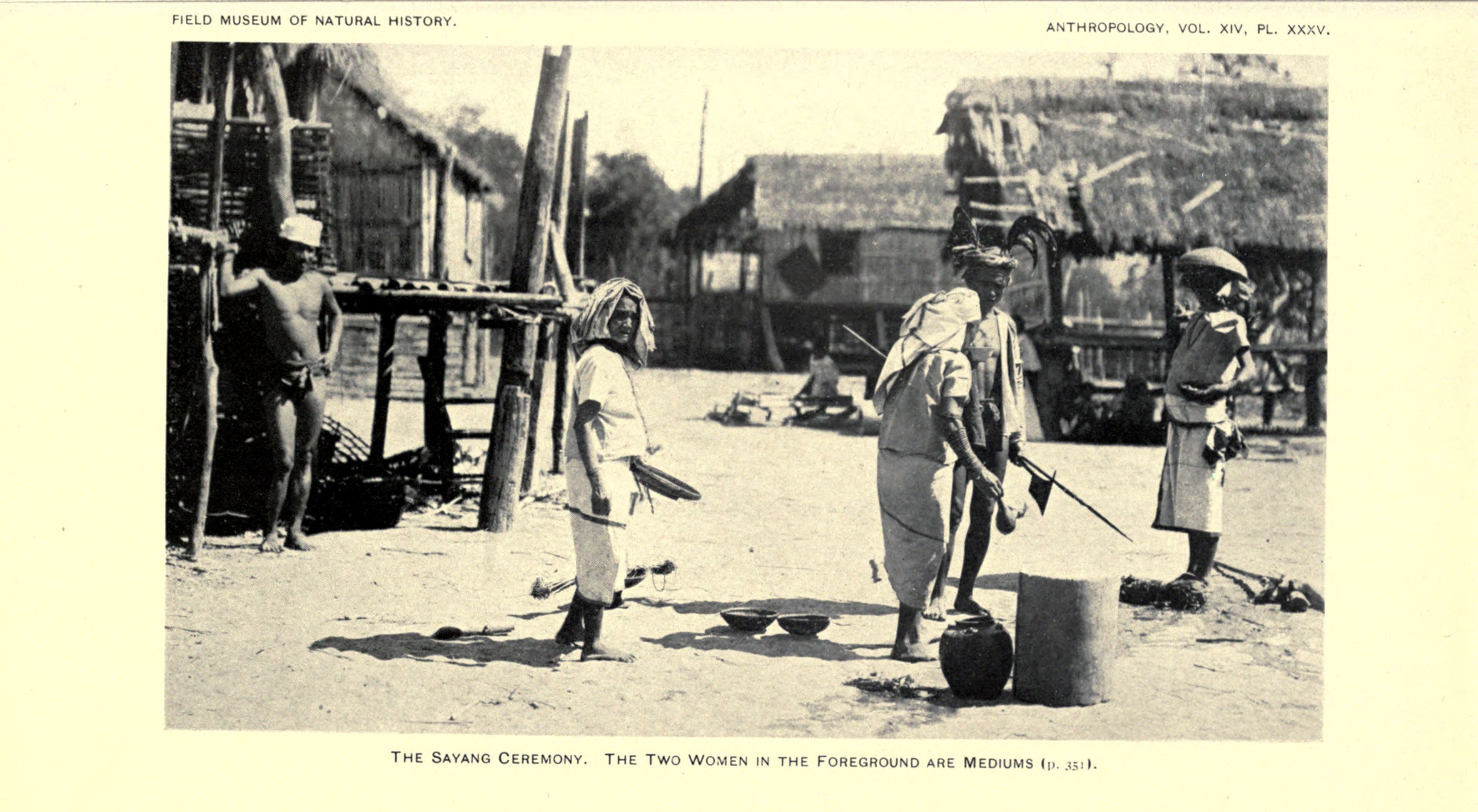
Chamans du peuple itneg (les deux femmes au premier plan) menant un rituel sayang (vers 1922)

La plupart des babaylan ont hérité leur statut d'un babaylan plus âgé, généralement un membre de la famille, auprès duquel ils ont été apprentis. Dans certaines cultures, comme chez les Isneg, les chamans plus âgés peuvent choisir des apprentis parmi les jeunes femmes éligibles du village,.
Quelques-uns, cependant, deviennent babaylan après avoir vécu ce qu'on a appelé une « crise initiatique chamanique » (également « maladie chamanique » ou « folie chamanique »),. Cette crise inclut les maladies graves ou chroniques, les expériences de mort imminente, les crises épileptiques soudaines et les tremblements, l'état dépressif, les événements ou comportements étranges (y compris grimper aux figuiers de banians ou disparaître pendant plusieurs jours sans se souvenir des événements), les épisodes de folie (y compris ceux induits par un traumatisme psychologique d'un événement passé) et des visions ou des rêves étranges. Ces phénomènes sont considérés comme des rencontres avec les esprits. On parle alors de voyage de l'âme de la personne vers le monde des esprits. Les croyances traditionnelles philippines affirment alors c'est un esprit qui a choisi la personne, plutôt que l'inverse,,.
Après avoir été choisis, les chamans passent par un rite d'initiation. Ces rites sont destinés à gagner ou à incarner le patronage d'un esprit. Chez les Visayans, ce rituel est connu sous le nom de tupad ou tupadan. Dans le cas de personnes atteintes de « maladie chamanique », ces rites d'initiation sont considérés comme le remède, où l'initié recouvre la santé ou la raison en accédant aux souhaits des esprits et en répondant à l'appel. Lorsqu'ils sont volontaires (souvent désignés d'office), leurs proches sont généralement tenus de payer des frais importants au chaman en chef pour la formation. Les rites initiatiques peuvent aller de la simple induction de transe par des herbes ou de l'alcool à des crises personnelles provoquées par des difficultés physiques ou psychologiques,. Parmi les exemples de pratiques rituelles extrêmes pour les apprentis, on peut citer le fait de se faire enterrer vivant ou encore l'immersion aquatique durant toute une nuit.
Après l'initiation, les apprentis sont ensuite formés dans les détails de leur rôle. Cette formation comprend l'apprentissage des rituels, des chants et des mantras, des sacrifices appropriés pour chaque esprit, des histoires orales, des herbes et des pratiques de guérison, et des sorts magiques, entre autres. Ils assistent généralement le chaman en chef pendant les cérémonies jusqu'à ce que leur formation soit terminée, ce qui peut prendre des mois, voire des années. Chaque chaman peut avoir un ou plusieurs de ces apprentis, à différents rangs ou spécialisations,.

## Esprits-guides

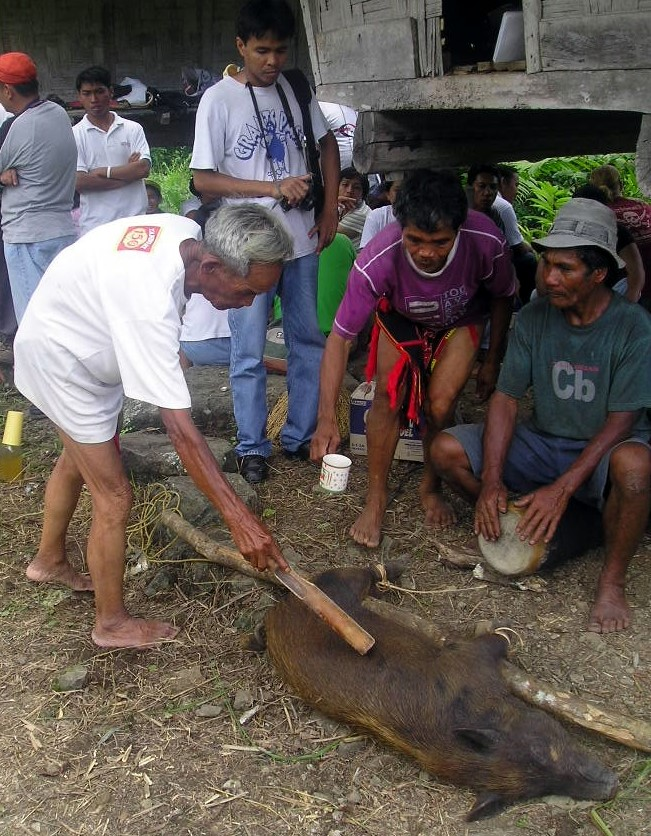
Mumbaki du peuple ifugao observant un dipdipo, rite sacrificiel. Ici, l'offrande est un porc.

Le chaman a le pouvoir de communiquer avec le monde des esprits grâce à des guides spirituels qui les conseillent et intercèdent en leur nom. Ces esprits sont la plupart du temps désignés par des euphémismes comme abyan (« compagnon »), alagad ou bantay (« gardien ») ou bien gabay (« guide ») entre autres exemples. Les chamans s'accompagnent tous d'au moins un abyan cependant, les chamans plus puissants peuvent en avoir plusieurs. Les croyances traditionnelles veulent que certains individus comme les chefs ou les guerriers puissants (en particulier ceux qui comptent des chamans dans leur famille) disposent de leur propre abyan qui leur confère des pouvoirs magiques. Les abyan ont aussi la réputation de guider, de former, d'inspirer les artistes et artisans les plus doués de leur société,,,.
Ces esprits-guides peuvent être des esprits d'ancêtres, mais ce sont plus souvent des esprits non humains. Pour leurs compagnons spirituels, les chamans ont trois possibilités : soit les avoir dès la naissance, soit attirer leur attention pendant la « maladie chamanique », soit gagner leur allégeance lors de l'initiation au chamanisme. Les esprits sont considérés comme des êtres sociaux, avec des bizarreries et des personnalités individuelles (bonnes et mauvaises). L'amitié d'un abyan dépend du degré de réciprocité qu'investit le chaman. Les chamans ne leur commandent pas. Pour entretenir de bonnes relations avec l'abyan, le chaman se doit régulièrement de lui sacrifier des offrandes pouvant être de diverse nature : nourriture, boissons alcoolisées, noix d'arec (ngangà) ou bien sang d'un animal sacrificiel (généralement un poulet ou un cochon). Une fois assurée, l'amitié de l'esprit s'inscrit dans la durée et devient, par essence, partie intégrante de la famille. Souvent, la croyance veut que l'abyan d'un chaman défunt revienne vers un parent qui décide de se vouer, à son tour, au chamanisme,,,.
Les esprits-guides, abyan, sont essentiels dans les rituels chamaniques car ils empêchent l'âme du chaman de se perdre dans le monde spirituel. Ils communiquent également des supplications au nom du chaman à des entités ou des divinités plus puissantes. Ils participent au combat contre les mauvais esprits lors de rituels de guérison ou d'exorcisme.

## Sexe et genre

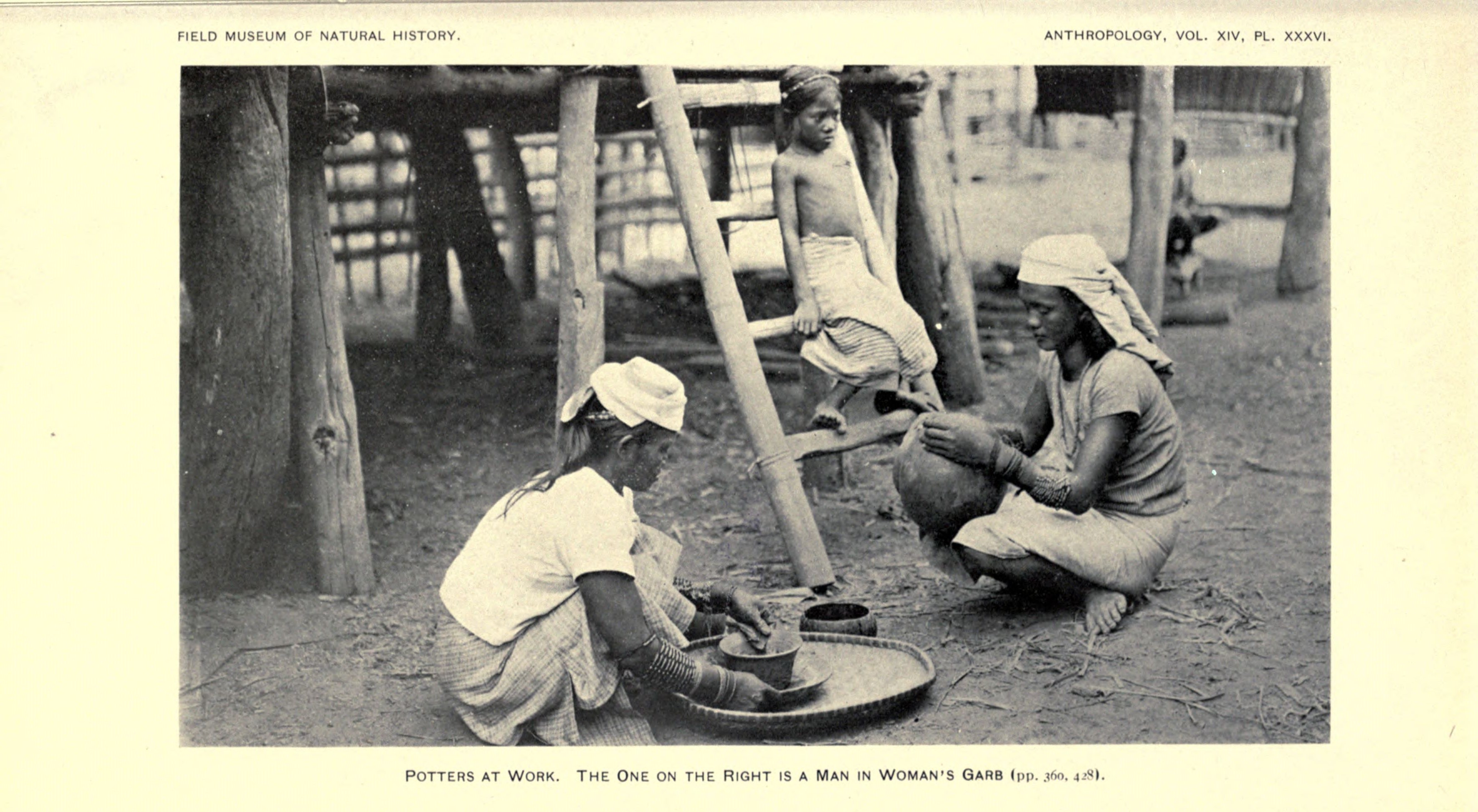
Le potier de droite est un bayok portant des vêtements féminins (peuple itneg, 1922)

Dans la plupart des groupes ethniques philippins, les chamans sont majoritairement des femmes car le rôle du chaman (en particulier le médium) est intrinsèquement féminin. Parmi la minorité des hommes chamans, la plupart appartiennent à une classe spéciale : les hommes féminisés, connus sous le nom d'asog chez les Visayas et de bayok ou bayog à Luçon,. L'asog prend la voix, les manières,la coiffure et les vêtements des femmes. La tradition veut que ces hommes soient traités comme des femmes par la communauté et considérés comme comparables à des femmes biologiques outre leur incapacité à donner naissance à des enfants. Leur statut social et leur reconnaissance leur ont également permis d'accéder à des professions liées au domaine spirituel (chamans, fonctionnaires religieux...).
Dans son Historia de las islas e indios de Bisayas (1668), l'historien et missionnaire espagnol Francisco Ignacio Alcina rapporte que les asog sont devenus des chamans en vertu d'être eux-mêmes. Contrairement aux femmes chamanes, ils n'avaient pas besoin d'être choisies ni de rites d'initiation. Cependant, tous les asog ne sont pas formés pour devenir chamans,. Le franciscain José Castaño (1895) raconte que les habitants de Bicol organisaient un rituel d'action de grâce appelé atang « présidé » par un prêtre efféminé appelé asog. Son homologue féminin, appelée baliana, l'assistait et conduisait les femmes à chanter ce qu'on appelait le soraki, en l'honneur de Gugurang.
Les sources historiques suggèrent que, pendant la période précoloniale, les femmes prédominaient dans le chamanisme pratiqué aux Philippines,,. Le Manuscrit de Bolinao (1685), par exemple, rapporte qu'au cours d'une enquête de l'Inquisition sur les chamans du village de Bolinao, Pangasinan entre 1679 et 1685, des accessoires animistes ont été confisqués à 148 personnes. Parmi ceux-ci, 145 étaient des chamanes et les trois autres étaient des chamans travestis, soulignant ainsi le déséquilibre statistique entre le ratio femmes-hommes des chamans indigènes. Le Manuscrit de Manille, dont l'auteur est anonyme, souligne également le rôle auxiliaire des chamans masculins non conformes au genre par rapport aux chamanes. Ces preuves, ainsi que le fait qu'il n'y avait pas de récits écrits d'identification du sexe féminin/genre masculin parmi les femmes qui exerçaient l'autorité dans la sphère spirituelle, prouvent que la puissance spirituelle ne dépendait pas de l'identification avec un troisième sexe/genre neutre. l'espace, mais plutôt sur l'identification au féminin – que le sexe biologique soit féminin ou masculin. La féminité était considérée comme le véhicule du monde des esprits à l'époque précoloniale, et l'identification du chaman masculin au féminin renforçait la situation normative de la femme en tant que chamane. Si Brewer (1999) convient qu'il est naïf d'exclure l'existence d'un homme chaman principal à l'époque précoloniale, elle soutient également que de tels cas tenait plus de l'exception que de la norme, et que le déséquilibre statistique en faveur des principaux chamans masculins s'est produit comme un résultat de l'influence de la culture hispano-catholique centrée sur les hommes, de sorte qu'à la fin du XIXe siècle et dans les premières années du XXe siècle, dans certaines régions comme Negros, tous les babaylan étaient des hommes. Lachica (1996) émet également l'hypothèse que la disparition du babaylan féminin à la fin de la période coloniale espagnole s'explique probablement par l'influence de l'église catholique dirigée par des hommes qui a supplanté le babaylan féminin puisque les gens cherchaient une organisation calquée sur les hommes du clergé.
Les babaylan sont libres de marier et d'avoir des enfants, y compris les hommes  asog qui ont été répertoriés par les premiers colons espagnols comme étant mariés à des hommes,,.Dans certains groupes ethniques, le mariage était une condition sine qua non à l'obtention du statut de chaman à part entière.
Après la colonisation espagnole des Philippines, la pratique du chamanisme est devenue une pratique clandestine en raison des persécutions du clergé catholique. Au cours de cette période, les chamans masculins (en particulier ceux spécialisés dans les arts non religieux de l'herboristerie et de la guérison) sont devenus prédominants. Les chamanes, quant à elles, sont devenues moins courantes, tandis que les asog (chamans ou autres) ont été sévèrement réprimés et poussés à se cacher. Le changement de statut des femmes et l'ostracisme des asog n'ont cependant pas immédiatement modifié le rôle originellement féminin des chamanes. Les chamans masculins de la fin du XVIIe siècle s'habillaient encore en femmes lors des rituels, même s'ils ne le faisaient pas dans leurs activités quotidiennes. Contrairement aux asog des origines, ils n'entretenaient pas de relations sexuelles avec d'autres hommes et se trouvaient même le plus souvent mariés à des femmes.

## Les différents rôles du chaman

### En tant que médium

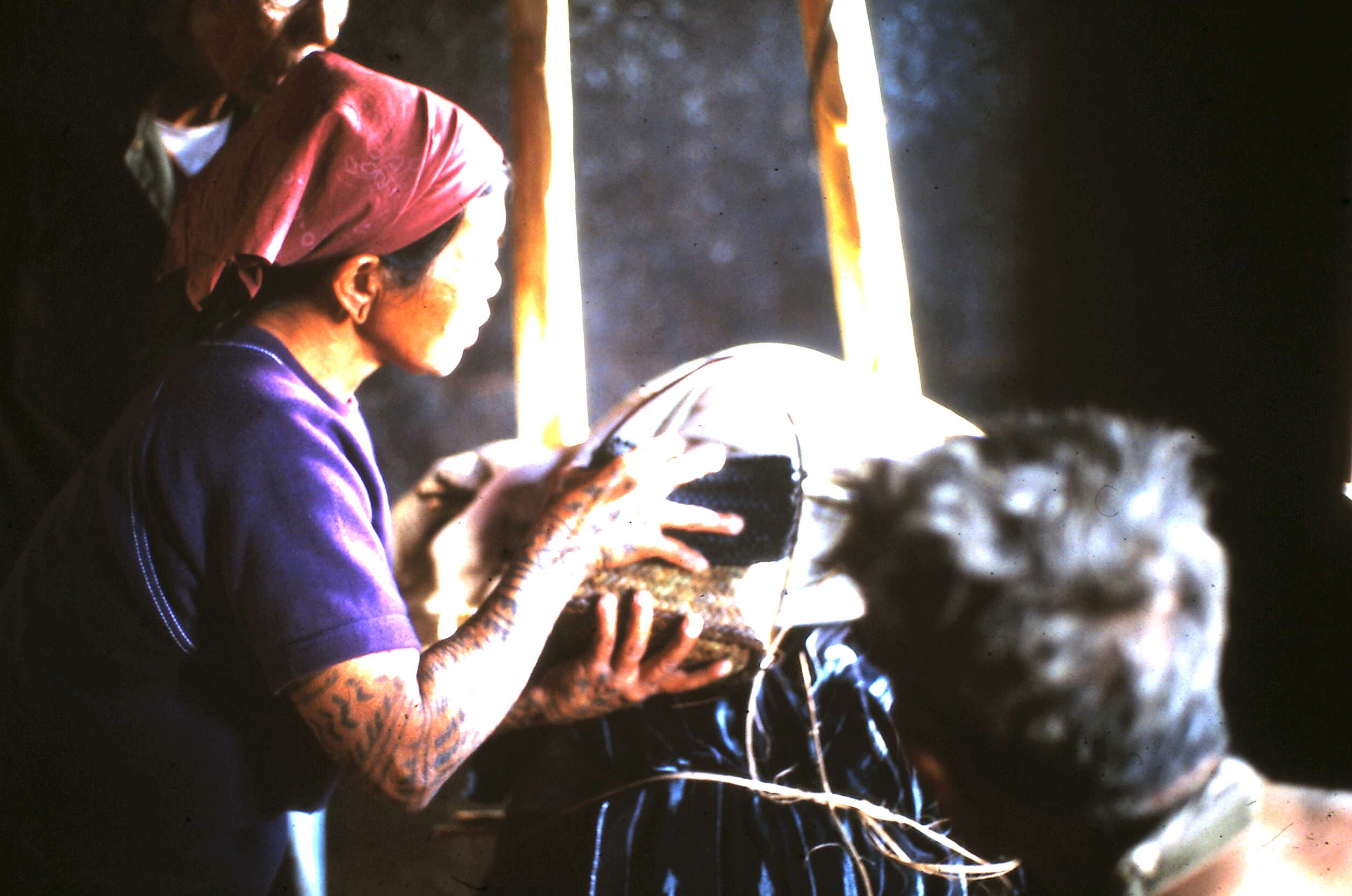
Chamane bontoc procédant à un rituel sacré de veillée funéraire à l'aide d'une chaise mortuaire

Historiquement, la première fonction du chaman philippin est celui de médium. Il remplit le rôle d'intermédiaire entre le monde physique et le monde des esprits, en raison de sa capacité à influencer et à interagir avec les esprits (anito), qu'ils soient malveillants ou bienveillants.

#### Esprits liés
Il existe deux types généraux d'esprits avec lesquels on interagit généralement lors de séances rituelles d'évocation. Les premiers sont les esprits de l'environnement ou de la nature liés à un lieu particulier ou à un phénomène naturel (similaires aux genii loci). Ils possèdent des lieux et des concepts comme les surfaces cultivées, les forêts, les falaises, les mers, les vents, la foudre ou les royaumes du monde des esprits. Certains sont aussi des gardiens ou des totems de divers animaux et plantes. Ils ont des qualités non humaines et abstraites, reflétant leurs domaines particuliers. Ils n'apparaissent normalement pas sous forme humaine et sont généralement asexués ou androgynes. Ils s'occupent rarement des affaires humaines. Les rituels impliquant ces esprits sont presque toujours menés à l'extérieur,.

#### Esprits non liés
Le deuxième type d'esprits sont les esprits non liés qui ont une existence indépendante. Ils apparaissent sous des formes animales (généralement d'oiseaux) ou parfois humaines, ont des différentiations physiques distinctes pour chaque sexe et portent des noms qui leur sont propres. Leurs traits les fonts ressembler aux fées du folklore européen. Ce sont les types d'esprits les plus courants pour devenir abyan, car ils sont les plus sociables et peuvent s'intéresser aux activités humaines. Ces esprits sont généralement appelés engkanto (de l'espagnol encanto, « enchantement ») dans le folklore philippin moderne. Contrairement aux esprits liés, ces esprits peuvent être invités dans les foyers humains et leurs rituels peuvent avoir lieu aussi bien à l'extérieur qu'à l'intérieur.

#### Des catégories fluctuantes
Les catégories d'esprits liés/non liés ne sont cependant pas statiques. Un esprit lié peut devenir non lié, et vice versa. Certains chamans disent avoir des guides spirituels qui sont à l'origine des esprits de la nature qui se seraient déliés de leur lieu d'origine. Tous les rituels chamaniques n'aboutissent pas à la possession d'un esprit. Les esprits déliés possèdent toujours des chamans pendant les rituels. Que ce soit volontairement ou involontairement. En revanche, les esprits liés, en règle générale, ne possèdent pas de chamans. Au lieu de cela, le chaman leur parle simplement. Les esprits liés qui collent par inadvertance aux humains sont considérés comme dangereux et à l'origine de maladies spirituelles, allant de la confusion, d'étranges envies de nourriture, de la luxure à la colère irraisonnée. Parfois, pour parler à certains esprits liés, le chaman peut avoir besoin de l'intercession de leur abyan, qui à son tour possédera le chaman. Les esprits liés peuvent également interagir avec des non-chamans, comme lorsqu'ils offrent des sacrifices à l'esprit de la forêt avant une chasse.

#### L'exemple deskatalonas
Les katalonas organisaient des cérémonies publiques pour la prospérité de la communauté, la fertilité ou les conditions météorologiques saisonnières, ainsi que des services privés pour diagnostiquer et guérir les maux. Ils étaient respectés pour ces fonctions mais ils étaient aussi des sorciers redoutés capables de faire de la magie noire. Leur nombre était également suffisamment important pour les mettre en concurrence les uns avec les autres. Le succès individuel était attribué au pouvoir des divinités auxquelles ils s'identifiaient et qui s'emparaient d'eux dans leurs danses effrénées. Le mot tagalog olak, selon Ferdinand Blumentritt, est un terme désignant le tremblement de tout le corps de la katalona, lorsqu'elle devient possédée par le diable (anito). En tant que médiums, ils menaient des séances au cours desquelles ils parlaient avec la voix des esprits (anito), assistés d'un alagar (alagad, signifiant « accompagnateur personnel ») pour poursuivre le dialogue avec le surnaturel, ou envoyaient leur propre kaluluwa (« âme ») chercher des âmes perdues. Dans cet état de transe, la katalona était appelée tarotaro (signifiant littéralement des voix), car on croyait que les esprits ancestraux étaient entrés dans son corps et parlaient depuis l'intérieur de son être. Selon Blumentritt, tarotaro est un terme tagalog décrivant les katalonas alors qu'elles étaient possédées par les esprits, dans cet état, elles criaient « tarotaro ». Lorsqu'une katalona détenait le don de prophétie, elle était nommée masidhi (« la fervente »)[réf. nécessaire].

### En tant que guérisseur
En devenant guérisseur, le chaman revêtait un rôle essentiel au sein de leur communauté. Les chamans distinguaient deux types de maladies, les maladies naturelles (soit matérielles) et les maladies spirituelles. Les maladies naturelles ne nécessite pas l'intervention d'un chaman pour être guéries, contrairement aux maladies spirituelles,.

#### La notion d'âme double:ginhawaetkalag
Comme dans d'autres cultures austronésiennes, les Philippins animistes croyaient au concept de dualisme de l'âme (le concept parle parfois d'« âmes jumelles » ou d'« âmes doubles »). On pense qu'une personne est composée d'au moins deux âmes - le souffle de vie (ginhawa ou hininga, qui reste avec le corps vivant) et l'âme astrale (le kalag ou kaluluwa, qui peut voyager dans le monde des esprits).
La tradition philippine veut que le ginhawa réside dans le creux de l'estomac (généralement le foie), tandis que le kalag se situe au niveau de la tête. Le ginhawa représente le corps et les pulsions corporelles de la personne ; tandis que le kalag représente l'identité, l'esprit et la force de volonté de la personne. Selon le chamanisme philippin, les deux, ginhawa et kalag, sont indispensables chez une personne vivante,,,.

#### Maladies naturelles / maladies spirituelles
Les maladies naturelles sont le résultat de dommages au ginhawa. Bien qu'ils ne nécessitent pas de chaman, ils sont toujours importants, car la mort du ginhawa signifiera également la mort du corps. Ils peuvent aller de blessures, d'os brisés, d'empoisonnements et de morsures de serpent. Ceux-ci peuvent être soignés par des chamans qualifiés, mais étaient plus souvent relégués à des apprentis ou des assistants spécialisés dans la guérison ou l'herboristerie,,.
Les maladies spirituelles, en revanche, seraient causées par le fait que le kalag se retrouve séparé du ginhawa (ce que l'anthropologie appelle « la perte d'âme »). Cette séparation intervient pendant le sommeil, lorsque le kalag se détache pour voyager à travers le monde des esprits, ce qui entraîne des rêves. Cependant, lorsque cette séparation se produit quand la personne est éveillée, cela entraîne des maladies spirituelles. Les causes de la séparation peuvent inclure la perte du kalag dans le monde des esprits ; le kalag se faisant capturer, attaquer ou séduire par un autre esprit ; ou simplement le refus du kalag de rentrer auprès du ginhawa. Bien que les effets immédiats n'aient rien de mortels, la perte du kalag peut conduire la personne affectée à éprouver des troubles mentaux ou d'identité —menant à la folie. Les maladies spirituelles comprennent des phases délirantes, dépressives, traumatiques, des malaises et autres pathologies psychiatriques. Des comportements déviants ou inopportuns sont également imputables au déséquilibre entre le kalag et le ginhawa,,,.
Les chamans peuvent également accomplir des rituels pour guérir et renforcer le kalag de quelqu'un. Cela comprend le rituel du batak dungan ou batakan chez les chamans visayans. Le rite consiste à renforcer et dynamiser le kalag afin de préparer la personne aux problèmes et obstacles qui se dresseront devant elle. La tradition veut que le rituel apporte protection à la personne concernée contre les éventuelles attaques d'esprits malveillants et autres actions néfastes de sorcellerie.
Outre les rituels et l'emploi d'herbes médicinales, une méthode de guérison traditionnelle omniprésente pratiquée par les chamans et les guérisseurs est le massage aux huiles (lana) connues sous le nom de hilot ou de haplos. La divination est encore pratiquée couramment à ce jour,,.

### En tant que devin

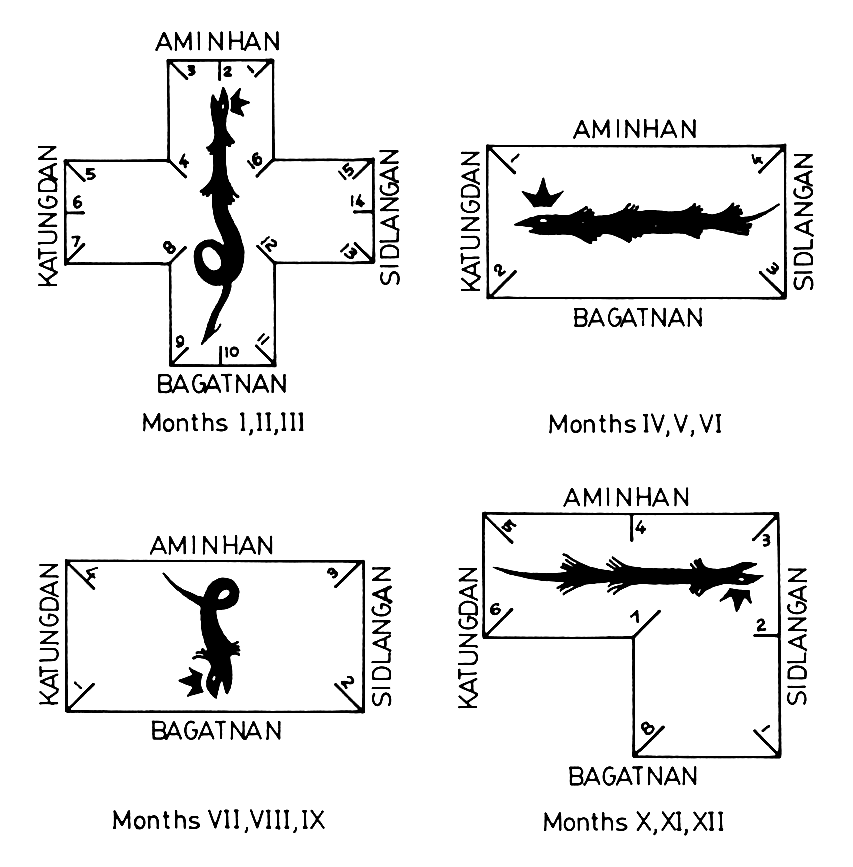
La rotation du Bakunawa selon le calendrier rituel, tel qu'expliqué dans le Mansueto Porras Signosan (1919)

La divination est une activité étroitement liée au travail du guérisseur, puisque l'art divinatoire sert au diagnostique des maladies. Elle peut être pratiquée par le chaman ou des apprentis suffisamment formés à la spécialité. Divers accessoires et rituels interviennent à cette fin : coquillages, gingembre, cristaux de quartz ou d'alun (tawas) et entrailles de poulets. Les devins portent des noms qui reflètent la méthode de divination qu'ils préfèrent employer. Par exemple, un devin utilisant les cristaux d'alun portera le nom de magtatawas, alors qu'un autre faisant appel à rituel dit luop sera désigné mangluluop.
Pour prédire l'avenir, les devins exécutent des rituels de géomancie. Dans les Visayas, il existe une figure mythologique primordiale liée la pratique géomancique des babaylan : le bakunawa (ou bien naga). Il est décrit comme un serpent géant, ou bien un dragon gigantesque terminé par une queue en boucle. Les mouvements du bakunawa affectent le monde physique de différentes façons, depuis les phases lunaires jusqu'aux éclipses, en passant par la météorologie, les inondations et les séismes. Le bakunawa prend place au milieu d'une rose des vents à seize pointes. Il s'oriente vers un point cardinal précis qu'il change tous les trois mois ; se retrouvant face au nord (aminhan), à l'ouest (katungdan), au sud (bagatnan) et à l'est (sidlangan) selon un calendrier lunaire de douze mois. La gueule du bakunawa est perçue comme annonciatrice de malheurs, et les différents points de la rose des vents revêtent différents aspects selon où se place la gueule de l'animal. Pour cette raison, les devins étaient consultés avant d'entreprendre des projets tels qu'un voyage, une négociation d'affaires ou bien un mariage. Avant de construire une maison, il était courant d'interroger les chamans pour définir l'emplacement le plus propice aux futures fondations afin d’éviter la malchance du bakunawa,.

### En tant que sorcier
Certains chamans ont la réputation de pouvoir contrôler le monde physique par le biais d'incantations, de talismans, de potions ou par l'entremise des esprits qui les guident,,. Les guérisseurs sont plus fortement associés aux sorciers qu'aux médiums. Dans la plupart des cas, un guérisseur est aussi un sorcier. Afin de guérir ou de contrecarrer les maladies de la sorcellerie, les guérisseurs doivent eux-mêmes connaître la sorcellerie. Ce rapport se voit de manière des plus flagrantes sur l'île de Siquijor, où sorciers-guérisseurs sont toujours monnaie courante,,. En fonction de la culture ethnique, chamanisme et sorcellerie formaient des activités soit clairement distinctes, soit confondues.

#### L'exemple manobo: distinguo entre chamans et sorciers
Dans certaines cultures philippines comme chez les Manobo, les chamans sont entièrement différenciés des sorciers. Les chamans traitent avec le monde des esprits et les êtres surnaturels mais ne disposent pas de pouvoirs magiques propres ; tandis que les sorciers sont considérés comme des êtres humains dotés de pouvoirs acquis grâce à des sorts ou des objets magiques.
Les maladies censément provoquées par la sorcellerie sont traitées différemment des maladies causées par les esprits. Les premières, induites par ensorcellement, sont traitées avec des contre-sorts, des antidotes simples et des soins physiques ; tandis que les secondes, d'origine spirituelle, nécessitent l'intervention ou le dialogue avec les esprits et passent donc par un rituel chamanique.

#### L'exemple bisaya: chamanisme et sorcellerie amalgamés
En contre-exemple des Manobo, dans les sociétés bisaya, parmi les chamans les plus reconnus pour la force de leurs pouvoirs, on trouve des sorciers dits dalagangan (ou bien dalongdongan ou encore busalian). Les anciennes traditions leur conféraient le pouvoir de commander aux éléments à travers des sortilèges et la puissance de leur kalag (ou dungan) qui rivalisait en force avec le pouvoir spirituel. Leurs pouvoirs présumés incluent la conjuration du feu ou de l'eau, le pouvoir de voler, celui de se métamorphoser, l'invisibilité, l'invulnérabilité et la capacité de provoquer des cataclysmes. Les chefs dios-dios des révoltes paysannes de Visaya à la fin du XIXe siècle ont souvent revendiqué ce genre de pouvoirs,,. Faire tomber la pluie est une des utilisations les plus courantes du pouvoir sur les éléments : à l'exemple notable d'Estrella Bangotbanwa, une Karay-a ma-aram du sud d'Iloilo. Selon la légende locale, elle aurait atténué une sécheresse de trois ans en provoquant une tempête de pluie par un rituel,.
La tradition ancestrale philippine ne fait pas de la sorcellerie une condition exclusive aux chamans, même si elle s'avère une revendication commune pour les chefs et les héros guerriers. Dans la société préislamique des Maranao décrite dans le poème épique du Darangen, les héros naissent avec des « esprits jumelés » (tonong en maranao) qui leur confèrent des capacités surhumaines. Le monarque Awilawil o Ndaw du royaume de Kaibat a Kadaan, par exemple, a un tonong du nom de Salindagaw Masingir qui peut prendre l'aspect de typhons, d'inondations et de colonnes de feu ; tandis que le tonong nommé Mabokelode a Romba du monarque Dalondong a Mimbantas du royaume de Gindolongan Marogong qui a pris la forme d'un crocodile géant,,.

#### Pratiques de magie noire
On pense également que les sorciers ont des pouvoirs maléfiques secrets. Les sorciers-guérisseurs s'adonnant à la magie noire la justifient généralement comme une forme d'action juste et punitive, car une croyance largement répandue veut que la magie noire ne fonctionne pas contre des personnes innocentes. Leurs cibles sont généralement des malfaiteurs comme des voleurs, des conjoints adultères ou des accapareurs de terres. La sorcellerie de ce type est considérée comme une forme de justice, en particulier pour les personnes qui ne peuvent pas (ou n'ont pas réussi) à poursuivre légalement un acte répréhensible.
Parmi les pratiquants de magie noire, il existe aussi de purs sorciers avec des pouvoirs que l'on dit héréditaires. Contrairement aux guérisseurs, ils ne considèrent pas la justice de leurs actions. Ces sorciers sont souvent confondus avec les aswang, des êtres surnaturels ressemblant à des vampires maléfiques capables de prendre apparence humaine (ou bien étaient à l'origine humains),,,.
Dans le camp adverse aux chamanes philippines, les sorcières forment collectivement une version négative des praticiennes traditionnelles. Parmi les sorcières, telles que comprises dans le sens philippin du concept, il faut compter les mannamay, chez les Ibanag, ainsi que les mangkukulam, des sorcières qui font appel à la nature pour lancer des sorts ou bien les mambabarang, sorcières spécialistes des malédictions par insectes.

## Statut social
Les babaylan sont des membres très respectés de la communauté, à égalité avec la classe noble précoloniale,,. Spécialistes des rituels puissants, les babaylan sont censés avoir une influence sur la météorologie et exploiter divers esprits dans les domaines naturels et spirituels. Les anciennes traditions philippines tenaient les babaylan en si haute estime qu'on les disait alors capables de bloquer la magie noire d'un datu malveillant ou d'un esprit maléfique et de guérir malades ou blessés. Parmi les autres pouvoirs du babaylan figure la garantie d'une grossesse et d'un accouchement sans danger. En tant que médium spirituel, les babaylan mènent également des rituels avec offrandes aux différentes divinités. En tant qu'experts en matière de traditions sacrées et d'herbes, d'incantations et de concoctions de remèdes, d'antidotes et d'une variété de potions de diverses racines, feuilles et graines, les babaylan sont également considérés comme des alliés de certains chefs (datu) pour subjuguer un ennemi, ainsi les babaylan tiennent bonne réputation pour le combat sur le terrain du médical et du sacré. Selon William Henry Scott (Barangay: Sixteenth-Century Philippines Culture and Society), un katalonan pouvait être de l'un ou l'autre sexe, ou bien travesti masculin (bayoguin), mais étaient généralement des femmes de familles éminentes qui étaient riches à part entière. Selon Luciano P. R. Santiago (To Love and to Suffer) en rémunération de leurs services, ils recevaient une bonne partie des offrandes de nourriture, de vin, de vêtements et d'or, dont la qualité et la quantité dépendaient du statut social du demandeur. Ainsi, les katalona remplissaient un rôle très prestigieux et lucratif dans la société.

### Polyvalence professionnelle
Outre leurs devoirs de chef spiritualiste, les chamans de nombreuses ethnies aux Philippines occupent souvent un autre rôle dans la communauté. À l'instar des kannushi shintoïstes, parmi les emplois du chaman, il y a celui de marchand, de guerrier, d'agriculteur, de pêcheur, de forgeron, d'artisan, de tisserand, de potier, de musicien et même de barbier ou de chef, selon la préférence du chaman, ses compétences et les besoins de la communauté. Certains chamans ont plus de deux métiers à la fois, surtout si une communauté manque de personnes possédant les compétences nécessaires pour occuper tel ou tel emploi. Cette tradition de polyvalence professionnelle est ancrée dans nombre de sociétés culturelles philippines et se pratique encore dans des communautés qui ne se sont pas converties au christianisme. Certaines communautés converties à l'islam ont également préservé cette tradition par le biais de leurs imams,.

### Déclin face aux monothéismes
Les babaylan ont perdu de leur influence avec la conversion à l'islam et au catholicisme de la plupart des groupes ethniques philippins. Sous l'Empire espagnol, les babaylan étaient souvent décriés et faussement accusés d'être des sorcières et des « suppots de Satan » que le clergé espagnol persécutait durement. Les Espagnols ont incendié tout ce qu'ils associaient comme étant lié aux croyances paënnes des autochtones (y compris des sanctuaires tels que les dambana), ordonnant même avec véhémence aux enfants autochtones de déféquer sur les idoles de leur propre dieu et allant jusqu'à assassiner ceux qui désobéissent. Les religieux espagnols ont particulièrement traqué et persécuté les femmes qui s'adonnaient au chamanisme.
Dans la société philippine moderne, le rôle des babaylan a été largement repris par les guérisseurs traditionnels, qui sont désormais majoritairement masculins, tandis que certains sont encore faussement taxés de sorcellerie,,,. Dans les régions où les populations ont résisté à la conversion musulmane ou chrétienne, notamment les domaines ancestraux des peuples autochtones, les chamans et leurs traits culturels ont perduré au sein de leurs communautés respectives, bien que ces chamans et leurs pratiques tendent à se diluer peu à peu dans les religions abrahamiques.

## Persécution, déclin et syncrétisme
La colonisation espagnole des Philippines et l'introduction du catholicisme ont entraîné l'extinction de la plupart des pratiques chamaniques indigènes. Dès son introduction dans la région, le christianisme est considéré par les autochtones philippins comme un autre type d'anito. Les missionnaires espagnols exploite dès lors cette idée fausse non sans succès afin de convertir et d'occuper les îles avec un minimum de soutien militaire. Nouvellement arrivés, les frères espagnols sont considérés comme des chamans dont les âmes et les esprits-guides se montreraient plus puissants que les magies indigènes. profanant alors objets cultuels, arbres vénérés et zones sacrées en toute impunité, tout en propageant la crainte des autochtones. Les religieux européens donnent également l'impression de savoir guérir diverses maladies contre lesquelles les chamans locaux sont impuissants.
À la fin du XVIe siècle, les symboles et accessoires chrétiens (chapelets, crucifix et eau bénite) deviennent des objets-fétiches, et les prières et versets latins intègrent le répertoire de chants et de sorts magiques du chaman. Les images anito (taotao) sont remplacées par des idoles catholiques et leurs rituels fusionnés avec des éléments chrétiens par syncrétismes, notamment en attribuant des pouvoirs de type anito aux idoles telles que la guérison miraculeuse ou la capacité de posséder des personnes. Ceux-ci fleurissent car ils sont tolérés par le clergé espagnol comme magie blanche. Les esprits de la nature (diwata) au cours de cette période sont également syncrétisés avec les frères eux-mêmes, devenant connus sous le nom d'engkanto et étant décrits comme ayant des caractéristiques européennes, ainsi qu'une propension à tromper, séduire et jouer des tours aux humains,,.
Le statut auparavant élevé des babaylan se perd. Le rôle des femmes et l'égalitarisme relatif entre les sexes des cultures animistes philippines, en général, perdent de leur influence sous la culture patriarcale des Espagnols. La plupart des babaylan finissent stigmatisés par le clergé catholique, considérés comme des sorciers, des satanistes ou des instables mentaux. Les Espagnols se mettent à incendier tout ce qu'ils associent aux religions autochtones (y compris des sanctuaires tels que les dambana), ordonnant même avec force aux enfants autochtones de déféquer sur les idoles de leurs propres dieux,,.

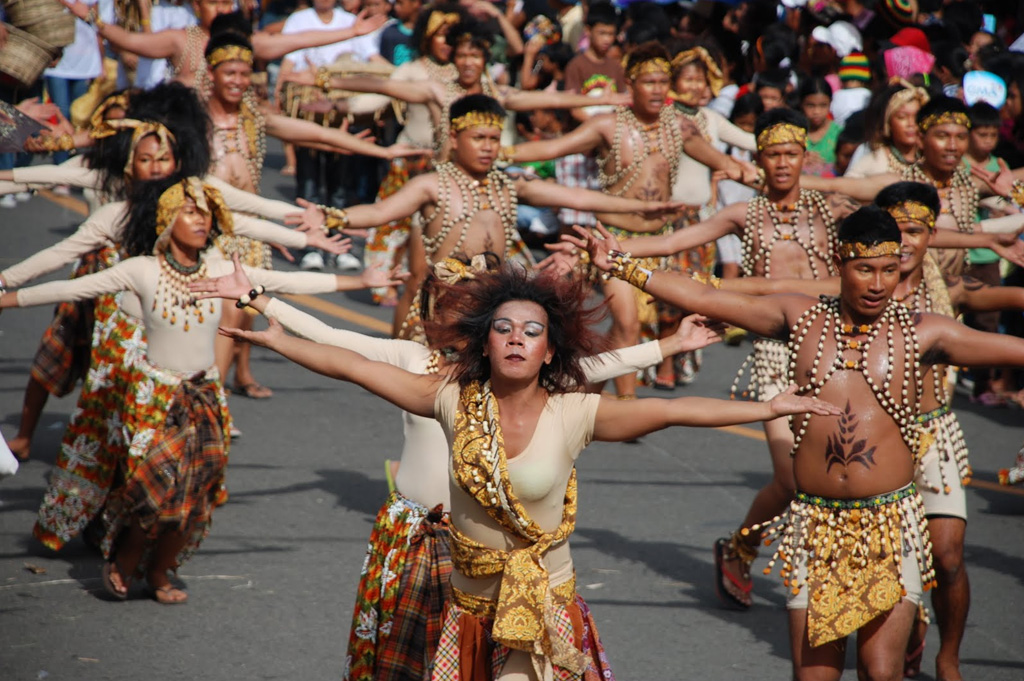
Danseurs interprétant des rôles de babaylan

Les chamans assimilés par l'église ont syncrétisé leurs leur mysticisme ancestral dans un contexte chrétien, devenant des guérisseurs par la foi et des faiseurs de miracles,. Il s'agit notamment du mouvement beata aux XVIIe et XVIIIe siècles, du mouvement messianique (et généralement révolutionnaire) dios-dios de la fin du XIXe siècle et du mouvement espiritista (ou spiritista) du XXe siècle,,.

## Résistances contre l'ordre colonial
Une poignée d'adeptes du chamanisme autochtone se sont opposés à la domination espagnole et à son lot de conversions religieuses. Les pôles de résistance se situaient en particulier dans les zones difficiles d'accès pour les missionnaires espagnols, comme les hauts plateaux de Luçon et l'arrière-pays de Mindanao. Dans les zones sous contrôle espagnol (en particulier dans les Visayas), des villages entiers défiaient les politiques de reducciónes (réinstallation) et s'enfonçaient plus profondément dans l'intérieur des îles à l'instigation du babaylan local. Les pratiques chamaniques se sont également poursuivies secrètement dans certaines régions, bien que systématiquement punies par le clergé espagnol une fois découvertes.
Durant la domination espagnole, il n'était pas rare d'assister à des soulèvements ouvertement dirigés par des chamans. Hormis les premières révoltes du XVIIe siècle, la plupart de ces épisodes de rébellion étaient conduits par des chefs religieux qui pratiquaient une forme de catholicisme populaire plutôt que le véritable chamanisme.

### XVIIesiècle: premiers soulèvements contre l'Empire espagnol
La première révolte armée enregistrée dirigée par un babaylan est le soulèvement de Tamblot sur l'île de Bohol entre 1621-1622. Le mouvement insurrectionnel est mené par un chaman dénommé Tamblot qui considère la propagation du catholicisme comme une menace. Tamblot parvient à rallier environ deux mille partisans pour tenter de « revenir aux anciennes traditions », mais la rébellion voit son mouvement écrasé par les autorités espagnoles avec la collaboration d'autochtones convertis.
La révolte de Tamblot inspire une autre rébellion dans la ville voisine de Carigara, (Leyte), à la même période. La révolte de Bankaw est dirigée par un datu nommé Bankaw et par son fils Pagali qui se trouve être babaylan. La rébellion de Bankaw est notable par le fait que Bankaw fait partie des premiers Philippins convertis au catholicisme. Dans sa jeunesse, il avait accueilli le conquistador Miguel López de Legazpi en 1565, lors du premier débarquement de l'expédition espagnole. Comme Tamblot, Bankaw et Pagali souhaitent tous deux un retour aux pratiques de leurs ancêtres. Bankaw a renoncé à sa foi catholique et a construit un temple dédié à un diwata. Leur rébellion est vaincue par le gouverneur général espagnol Alonso Fajardo de Entenza. Bankaw finit décapité, tandis que Pagali et quatre-vingt-un autres babaylan périssent sur le bûcher.
La rébellion de Tapar est un soulèvement à Iloilo (Panay) dirigé par un babaylan nommé Tapar en 1663. Par syncréyisme, Tapar propose une fusion entre chamanisme indigène et terminologie catholique puis s'autoproclame « Dieu Tout-Puissant » d'une nouvelle religion. Il imite également l'ancien asog en s'habillant avec des vêtements pour femmes. Lui et ses partisans tuent un prêtre espagnol et brûlent l'église de la ville avant de s'enfuir dans les montagnes. Tapar et d'autres dirigeants de son mouvement sont capturés et finissent exécutés par des soldats espagnols et philippins,.

### XVIIIesiècle: le mouvement de Lagutao
Un soulèvement religieux est mené en 1785 à Ituy (aujourd'hui Aritao, Nueva Vizcaya) par un guérisseur nommé Lagutao. Il affirme qu'une épidémie de variole sévissant dans le nord de Luçon est le résultat de l'abandon par les indigènes de leurs croyances ancestrales. Le mouvement insurrectionnel est réprimé par les habitants chrétiens voisins avec, à leur tête, des frères dominicains.

### XIXesiècle: lesDios-dios
Le XIXe siècle voit l'essor des « chamans » dit dios-dios. Dios-dios (littéralement « prétendant à Dieu » ou « faux dieu », de l'espagnol dios) sont des chefs religieux ainsi nommés en raison de leur penchant à s'identifier aux personnalités religieuses chrétiennes. Ils dirigent des mouvements religieux de type sectaire, promettant à leurs adeptes la prospérité, des pouvoirs surnaturels ou la guérison. La plupart sont de simples bateleurs, vendeurs d'amulettes et morceaux de papier supposément magiques. Leurs membres sont pour la plupart issus de ruraux pauvres et analphabètes, qui ont peu de connaissances sur les enseignements catholiques formels et vivent dans une extrême pauvreté sous le régime colonial.
Le XIXe siècle abonde d'exemples de dirigeants dios-dios. Parmi les plus notables figurent Lungao, un guérisseur des Ilocos qui prétend être Jésus-Christ en 1811 ; Ignacio Dimas, qui dirige les « Tres Cristos » (« Trois Christs ») de Libmanan (Nueva Cáceres, aujourd'hui Camarines Sur) qui affirme avoir des pouvoirs surnaturels sur les maladies en 1865 ; Benedicta, une vieille femme et guérisseuse surnommée La Santa de Leyte (La Sainte de Leyte) en 1862 qui prophétise l'effondrement dans l'océan de l'île de Leyte ; Clara Tarrosa, une babaylan de quatre-vingts ans à Tigbauan (Iloilo) à la fin des années 1880, qui se proclame Vierge Marie et se tient, avec ses disciples, à l'écart de la domination espagnole ; Francisco Gonzalez (alias "Francisco Sales" ou "Fruto Sales") de Jaro (Leyte) qui prétend en 1888 être un roi envoyé pour sauver ses fidèles de l'imminence d'un second déluge, en les conduisant vers une ville qui surgirait des vagues. Ces mouvements sont généralement réprimés par les Espagnols en emprisonnant leurs meneurs ou bien en les exilant.
Le mouvement dios-dios est au départ purement religieux, ne réagissant que de manière défensive aux persécutions espagnoles. Cependant, dans les années 1880, certains groupes dios-dios deviennent plus violemment anticoloniaux. Le premier de ces groupes est celui dirigé par Ponciano Elofre, cabeza de barangay localisé à Zamboanguita (Negros Oriental). Il prend le nom de Dios Buhawi (« Dieu du tourbillon ») et se proclame sauveur du peuple. Il déclare cesser de payer des impôts au gouvernement espagnol. Il forme une communauté d'environ deux mille adeptes (que les autorités espagnoles appellent babaylanes) et attaque régulièrement les villes sous contrôle espagnol. Imitant les anciens chamans asog, il s'habille avec des vêtements pour femmes et assume des manières féminines même s'il est marié à une femme. Il revendique des pouvoirs surnaturels tout comme l'ancien dalagangan. Ponciano Elofre trouve la mort alors qu'il attaquait la ville de Siaton en 1887. Sa femme et ses proches tentent de poursuivre le mouvement, mais ils sont finalement capturés et exilés par les autorités espagnoles. Les autres membres du groupe sombrent dans le banditisme ou bien rejoignent d'autres mouvements dios-dios ultérieurs,,.
Un autre soulèvement dios-dios est mené  à Antique par un chaman dénommé Gregorio Lampinio (plus connu sous le nom de « Gregorio Dios », aussi dit « Hilario Pablo » ou « Papa ») à partir de 1888. Le soulèvement se forme près du mont Balabago, lieu sacré et de pèlerinage pour les chamans. Lampinio dirige une force d'environ 400 personnes. Ils collectent des contribuciones babaylanes (un impôt révolutionnaire), diffusent des idées anticoloniales et lancent des attaques contre les villes d'Antique et d'Iloilo. Le groupe est finalement démantelé par la Guardia Civil en 1890.

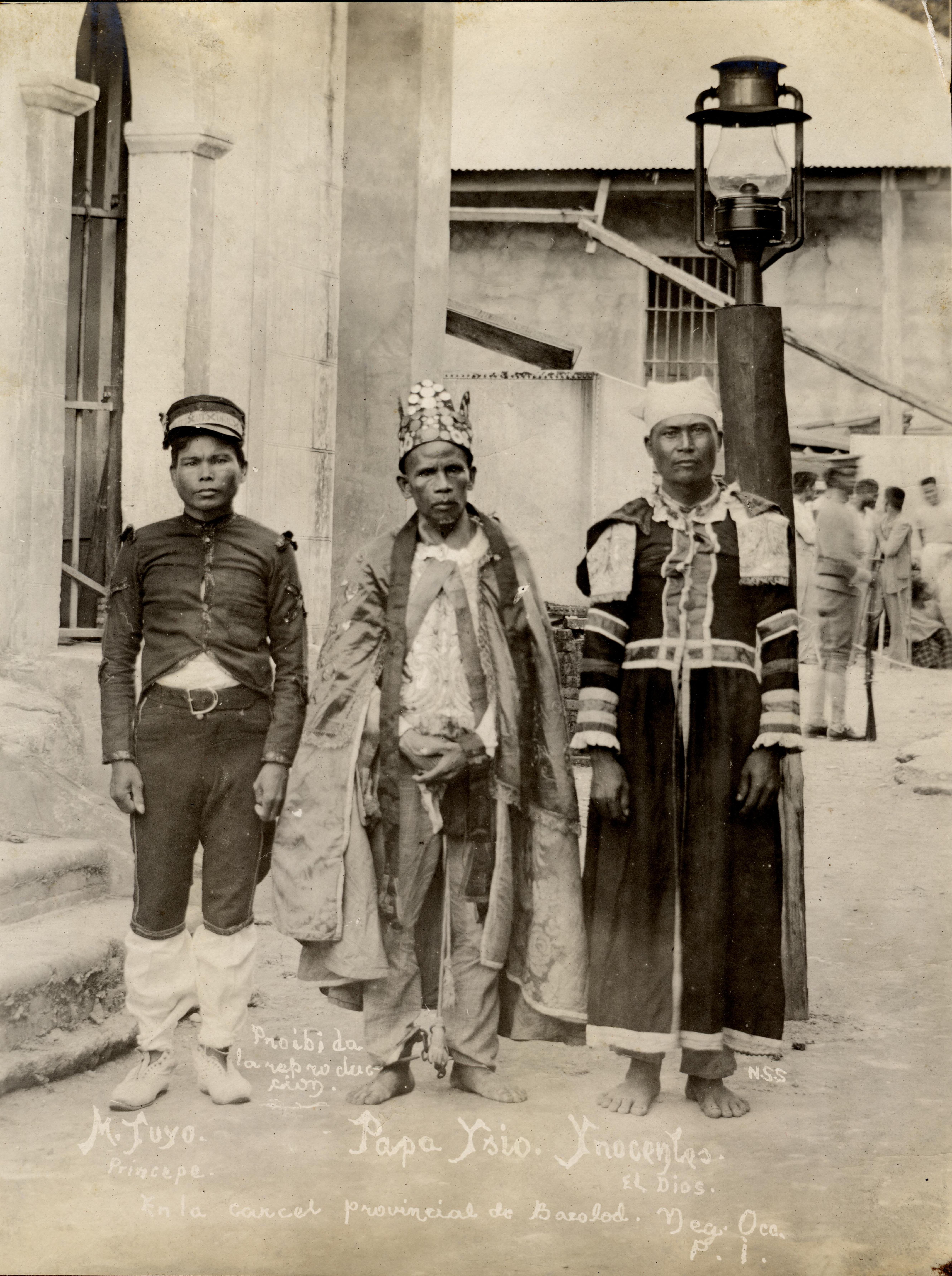
Papa Isio avec deux fidèles babaylanes dans une prison de Bacolod après sa reddition aux autorités américaines en 1907. NB. ses « vêtements cérémoniaux » et la robe de femme portée par l'homme à sa gauche.

La dernière rébellion dios-dios significative au XIXe siècle est dirigée par Dionisio Magbuelas, plus connu sous le nom de Papa Isio (« Pape Isio »). Ancien membre du groupe Dios Buhawi. Il organise son propre groupe de babaylanes à partir des restes des partisans d'Elofre et mène un soulèvement dans le Negros Occidental en 1896 contre la domination espagnole. Après la cession des Philippines aux États-Unis à la suite de la guerre hispano-américaine, il est d'abord nommé « chef militaire » de La Castellana (Negros Occidental) sous le gouvernement américain. Cependant, Dionisio Magbuelas reprend la résistance armée en 1899 lors de la guerre américano-philippine. Il se rend le 6 août 1907 aux autorités américaines et est condamné à mort. Cette peine est ensuite commuée en réclusion à perpétuité et Dionisio Magbuelas meurt dans l'ancienne prison de Bilibid en 1911,,.

### XXesiècle: soulèvements contre l'occupant américain
Parallèlement à la rébellion de Papa Isio dans le Negros Occidental contre la domination américaine, le mouvement dios-dios des Visayas orientales tourne son attention vers le nouveau gouvernement colonial américain. Se faisant appeler Pulajanes (« ceux qui portent du rouge »), ils sont dirigés par Faustino Ablen (« Papa Faustino ») à Leyte et par Pablo Bulan (Papa Pablo), Antonio Anugar et Pedro de la Cruz à Samar. Comme leurs prédécesseurs, ils revendiquent des pouvoirs surnaturels et utilisent des amulettes fétichistes, des huiles sacrées et des sorts magiques au combat. Ils attaquent à la fois les troupes américaines et les Philippins locaux coopérant avec le gouvernement colonial américain. Le dernier dirigeant pulajanes est tué en 1911,.